# Рударство
Рударство је веома стара индустријска грана која се бави процесом ископавања руда и њене припреме за искоришћавање у разним областима индустрије или за непосредно коришћење у свакодневном животу. Рударство је екстракција вредних минерала или других геолошких материјала из Земље, обично из рудног тела, леда, вена, шава, гребена или лежишта. Ова лежишта формирају минерализовани пакет који је од економског интереса за рудара. Рударске операције обично стварају негативан утицај на животну средину.

## Историја рударства
Од почетка цивилизације људи су користили камен, керамику и касније метале пронађене близу земљине површине. Они су коришћени за прављење раних алата и оружја; на пример, висококвалитетни кремен који је пронађен у северној Француској, јужној Енглеској и Пољској коришћен је за стварање алата од кремена. Рудници кремена пронађени су у подручјима креде где су камени шавови под земљом пратили шахте и галерије. Рудници у гробовима Гримес и Крземионки су посебно познати, као и већина других рудника кремена, по пореклу су неолитика (око 4000—3000. п. н. е.). Остале тврде стене ископане или скупљене за секире обухватале су зелени камен индустрије секире Лангдале са седиштем у енглеској језерској четврти.
Појава рударства и геологије везана је за настојања човека да природу потчини својим потребама, да користи сировине које му природа пружа, да произведе оруђа за рад и обезбеди егзистенцију. Пређен је дуг пут од првобитног површинског прикупљања минерала и једног од највећих човекових открића у историји, које се догодило пре осам хиљада година, да комад стене у ватри прелази у метал.
Рударство и геологија неодвојиво постоје готово колико и људски род, чинили су и чине ослонац привредног, културног, научног, техничко-технолошког и општег друштвеног развоја. Развијали су се или стагнирали, доносили благостања или страдања, утицали на ток историје.
Од појаве људи који користе оруђе из природе, од дрвета, костију и камена, до првобитног површинског прикупљања минерала, прошло је више стотина хиљада година. Ова претпоставка је растегљива, не само због веома оскудних археолошких доказа, већ и због различитог и растегљивог тумачења времена еволуције људског рода.
Најстарији познати рудник из археолошких записа је рудник Нгвениа у Есватинију (Свазиланд), за који се датира радиокарбонска пракса стара око 43 000 година. На овом месту људи из палеолита минирали су хематит да би направио црвени пигмент окер. Сматра се да су мине сличне старости у Мађарској локације на којима су неандерталци ископавали кремен ради оружја и алата.

## Рударство у Србији
Рударство у нашим крајевима је веома старо. Његови почеци иду неколико хиљада година уназад. Трагове овога древног, прастарог рударства налазимо. иако доста ретко, на нашим рудиштима живе, гвожђа, бакра и злата. Сем древног код нас има и врло много трагова римског рударства које је цветало по свима нашим рудоносним областима. Ови трагови огледају првенствено у старим радовима; писаних података о римском рударству наших крајева има врло мало. Много више знамо о рударству средњег века. О његовој величини сведоче нам не само трагови старих рударских и топионичарских радова већ и разноврсне белешке које очито говоре о томе, да је некада. за време средњега века, у нашим крајевима цветало не само обимно већ и технички напредно рударство, напредније него у многим, у оно време чувеним државама Европе.
Нарочито се интензивно рударило у средњовековној српској и босанској држави на рудиштима Новог Брда Јањева, Трепче, Копаоника, Рогозне, Рудника, Кратова, Сребрнице, Крешева, Фојнице итд. Богата рудишта среброносног олова и бакра у Србији, Средњој Босни и Македонији дала су повода да се на њима образују често велика насеља, прави градови, центри ондашње трговине у српској, односно босанској држави. У овим, чисто рударским насељима и градовима, боравили су дуже или краће време српски и босански средњовековни владари, затим феудалне велможе, млетачки, дубровачки и грчки капиталисти, саски пургари и шаролико становништво састављено од Срба, Грка, Арбанаса, Саса, Ђеновљана, Млечића и наших Примораца, — Сплићана, Дубровчана,. Которана, Барана.
Дошло је време да се поново отворе рудници на оним рудиштима, која су у средњем веку била чувена не само у Србији и Босни, већ и у читавој: Европи. Нека од ових рудишта сада су у пуном раду — Трепча и Злетево; на. другим — Јањеву, Новом Брду, Сребрници и Руднику наши рудари продиру полако у земљина недра, било кроз старе радове. било да. секу стеновиту целину, са циљем да. пронађу и поваде оне делове рудишта, који стари рудари, услед примитивне технике вађења, нису били у стању да откопају.

### Трепча
Овај сада, у Европи највећи рудник олова, био је у средњем веку један међу првим српским рудиштима, на истој нози са Рудником, Сребрницом, и Кратовом, који су после Новог Брда били наши највећи рудници средњег века. Трепча је била у власништву Вука Бранковића, и на руднику је била, ковница новца.
У средњем веку Трепча је велико рударско насеље са сталним тргом (отуда је и добио име Стари Трг). Трепчу је заузео султан Мехмед II 1455 године, и отада она је као и остали наши рудници почела назадовати. А и поред тога једно столеће касније Трепча је била град од 500 кућа. међу којима је било 200 српских. Још 800 српских кућа било је у селу Трепчи, Мењеници и Ријеци. У то време Срби су имали и владику, који је живео у неком оближњем манастиру. Крајем 18. века — 1770 године аустријски конзул Милешић видео.је у Трепчи „три величанствена храма”

### Сребрница
У својој веома дугој историји, сребрничко рудиште је доживело два успона. Први пут се Сребрница уздигла до великог рударског града за време Римљана. Код места званог Градина, у околини Сребрнице, откривени су остаци римских насеља и разноврсни споменици из којих се види да су својевремено овде живели римски рударски великодостојници (prokuratores metallorum).Из Сребрнице као највећег рударског места управљало се за време Римљана и рударством простране области Босне, Словеније, Хрватске и једног дела Источних Алпа и Паноније.
Нови успон доживела.је Сребрница у средњем веку, када су сребрнички рудници били у саставу српске, односно босанске средњовековне државе. У то време Сребрница је била, највећи рударски н трговачки град између Саве и Јадранског мора. У средњовековним споменицима Сребрница се помиње први пут 1367 године. Тада је она била већ чувен рударски град. Сребреничка рудишта давала су у средњем веку сребро и олово. У ондашњој трговини металима сребрничко олово |е било познато као „тврдо” олово.Овде је била и ковница новца.
Сребреничка рудишта била су под влашћу час српских час босанских великаша. Отимали су се око њих, јер су по записима једног летописца, доносила 36000 дуката годишњег прихода. Док је била у саставу српске деспотовине, Сребрница је била веома значајан град у коме су чешће пута боравили српски деспоти Стеван Лазаревић и Ђурађ Бранковић. Овде је деспот Стеван држао сабор, на коме је прогласио Ђурђа за свога наследника. Турци су дефинитивно заузели Сребрницу 1463 године и наставили су са радом на рудиштима. Рударство међутим почиње и овде назадовати. У другој деценији 17 века (1624 године) по извештају једног путописца на рударству се „ради врло споро, пошто Турци не чине никаквих истраживања”. У 17 веку Сребрница је још велики град са 800 кућа, 70 дућана, 6 џамија. Један турски историчар тога времена хвали Сребрницу и вели да је „чист и фин сребрни мајдан, да осим у Суркису (Сидерокапси) и Нуриборду (Новом Брду) таква чиста сребра нема”. Крајем 17 века не чује се више ништа за руднике у Сребрници.

## Процес откопавања руде
Процес откопавања руде састоји се од неколико различитих корака. Прво је откривање рудног тела, које се врши истраживањем или истраживањем ради проналажења, а затим и дефинисања обима, локације и вредности рудног тела. То доводи до процене математичких ресурса за процену величине и степена депозита.
Ова процена се користи за спровођење студије изводљивости за утврђивање теоријске економије лежишта руде. Ово рано открива да ли је даљње улагање у процене и инжењерске студије оправдано и идентификује кључне ризике и подручја за даљи рад. Следећи корак је спровођење студије изводљивости за процену финансијске одрживости, техничких и финансијских ризика и робусности пројекта.
Тада рударска компанија доноси одлуку да ли ће развити рудник или се удаљити од пројекта. Ово укључује рударско планирање за процену економски надокнађујућег дела лежишта, металуршке и рудне надокнаде, продавности и плативости рудних концентрата, бриге о иинжењерству, глодању и инфраструктурним трошковима, финансијама и капиталним захтевима, као и анализу предложеног рудника. почетно ископавање све до рекултивације. Удио лежишта који се економски надокнађује зависи од фактора обогаћивања руде на том подручју.
Да би стекли приступ минералном лежишту у неком подручју, често је потребно минирати или уклањати отпадне материје које рудар не представља непосредни интерес. Укупно кретање руде и отпада чини процес ископавања. Често се током рудног века рудник отпада више од руде, у зависности од природе и локације рудног тела. Одвоз и смештање отпада главни је трошак за рударског оператора, па је детаљна карактеризација отпадног материјала суштински део програма геолошких истраживања за рударску операцију.
Једном када анализа утврди да се одређено рудно тело вреди опоравити, развој почиње да ствара приступ рудном телу. Изграђују се рудничке зграде и постројења за прераду и добија се сва потребна опрема. Операција рудника за враћање руде почиње и траје све док компанија која рудник налази рудник сматра да је то економично. Једном када се сва руда коју рудник може профитабилно прикупити, поново почне са мелиорацијом, што чини рудник који је користио за руднике.

## Технологије ископавања
Рудници се по начину ископавања деле на површинске и подземне. Данас је много чешћа површинска експлоатација руде, на пример 85 % минерала (осим нафте и природног гаса) у Сједињеним Америчким Државама се површински експлоатише укључујући и 98 % од металних руда. Материјали који се често ископавају су: боксит, калај, цинк, дијамант, земни гас, магнезијум, манган, бакар, никл, олово, платина, нафта, со, сребро, титанијум, уранијум, угаљ, злато и гвожђе. Сем њих често се ископавају и: глина, песак, гранит и кречњак.
Ископавање камења и метала била је људска активност од претповијесних времена. Савремени рударски процеси укључују претраживање рудних тела, анализу профитног потенцијала предложеног копа, вађење жељених материјала и коначну рекултивацију земљишта након што је рудник затворен.

### Подземна експлоатација
Подземно рударство се односи на групу подземних рударских техника које се користе за издвајање угља, уљаних шкриљаца и других минерала или геолошке грађе из седиментних (меких) стена. Пошто су депозити у седиментним стенама често слојевити и релативно мање тешки, рударске методе се разликују од оних који се користе за руде у магматским и метаморфним стенама. Подземне експлоатационе технике такође знатно разликујемо од оних за површинску експлоатацију.
Подземна експлоатација се примењује за добијање минералних сировина које се налазе у дубљим деловима Земљине коре.
Подземна експлоатација је много захтевнија, јер осим основне делатности копања, захтева читаву врсту мера које треба да осигурају сигуран рад, као што је: вентилација, подграђивање (делимично или потпуно), црпљење воде, откривање присутности штетних гасова и заштиту запослених рудара од њих, посебан начин транспорта минералних сировина.
Подземно копање састоји се од ископавања тунела и окна у земљу да би се дошло до закопаних лежишта руде. Руда за прераду и отпадна стена за одлагање износе се на површину кроз тунеле и окна. Ископавање под површине може се класификовати према врсти коришћених приступних окна и методу вађења или техници која се користи за постизање лежишта минерала. Дрифт мининг користи хоризонталне приступне тунеле, рударство на нагибу користи дијагонално нагнуте прилазне осовине, а рударске осовине користе вертикалне приступне осовине. Ископавање тврдих и меких стенских формација захтева различите технике.
Остале методе укључују рударство степенастих скупљања, које се копа нагоре, стварајући нагибну подземну просторију, копање дугих зидова, која меље дугу рудну површину под земљом, и коморно-стубно откопавање, што уклања руду из комора, док стубове оставља на месту да подрже кров коморе. Коморно-стубно откопавање често доводи до откопавања при повлачењу, при чему се носећи стубови уклањају како се рудари повлаче, омогућавајући комори да се уруши, чиме се ослобађа више руде. Додатне методе подземног ископавања укључују копање тврдог камења, то је копање тврдог камена (магнетски, метаморфни или седиментни) материјала, ископавање бушотина, ископавање и насипање рупама, копање дугих рупа, понирање нижег нивоа и блокада.

### Површинска експлоатација
Површинска експлоатација обухвата етажно рударство, површински коп, отклањање слоја земље, то је широка категорија рударства у којој се уклања земљиште изнад минералне сировине тј. врши се уклањање јаловина како би се дошло до рудног тела. Овај тип експлоатације отпочиње са применом средином 16. века али због своје практичности он постаје један од најдоминантнијих начина експлоатације на свету (Примера ради у САД највећи проценат рудника је површински).
Овај облик рударства користи неке од највећих машина на свету као што су дампер, роторни багер.
Површинско копање врши се уклањањем (уклањањем) површинске вегетације, прљавштине и, ако је потребно, слојева корита како би се дошло до укопаних лежишта руде. Технике површинског копања укључују: копање на отвореном, што је опоравак материјала из отворене јаме у земљи, вађење, идентично као и копање на отвореном, осим што се односи на песак, камен и глину; ископавање пруга, која се састоји од скидања површинских слојева да би се открило руда / шавови испод; уклањање врхова планина, обично повезано са копањем угља, што укључује скидање врха планине да би се стигло рудно лежиште на дубини. Већина (али не сва) лежишта, због своје плитко укопане природе, минирају се површинским методама. Коначно, одлагање отпада укључује локације на којима се депоније ископавају и обрађују. Ископавање депонија замишљено је као рјешење за рјешавање дугорочних емисија метана и локалног загађења.

### Подводна експлоатација
Подводна експлоатација је релативно нов вид рударства, где се минерална сировина експлоатише у воденој средини. Може бити у морској и речној средини. Због свог начина експлоатације веома утиче негативно не животну средину па не узима велики удео у глобалном рударству.

## Механизација
Тешка механизација се користи у рударству за истраживање и развој копова, ради уклањања јаловине, да се пробије и уклони камен разних тврдоће и жилавости, да обради руде, и да спроведе рекултивацију рудника након што се рудник затвори. Булдожери, бушилице, експлозиви и камиони су неопходни за ископавање јаловине и руде.
Велике бушилице користе се ради добијања бушотина и добијање узорака за анализу. Рудничке шине се користи за транспорт рудара, минералне сировине и отпада. Лифтови превозе рударе вертикално у и из рудника. Дампери служе за преношење великих количина руде и јаловине. Прераду руде врше велике дробилице и млинови. За пренос руде на велике раздаљине користе се покретне траке како у површинској тако и у подземној експлоатацији. Највеће машине јесу багери глодари који отклањају велике слојеве јаловине и минералне сировине на површинским коповима.

## Утицај на животну средину
Рударске операције обично стварају негативан утицај на животну средину, како током рударских активности, тако и након затварања рудника. Стога је већина свјетских нација донијела прописе да би умањила утицај. Сигурност на раду већ дуго брине, а савремене праксе значајно су побољшале сигурност у рудницима.
Нивои рециклирања метала су углавном ниски. Ако се не повећају стопе рециклаже до краја животног века, неки ретки метали могу постати недоступни за употребу у разним потрошачким производима. Због ниске стопе рециклирања, неке депоније сада садрже веће концентрације метала од самих рудника.
Негативан утицај рударства укључује ерозију, формирање понора, губитак биодиверзитета, и контаминацију земљишта, загађивање подземних и површинских вода. У неким случајевима, додатна сеча шума у близини рудника да би се створио простор за складиштење јаловине и минерала. Контаминација услед цурења хемикалија може да утиче на здравље локалног становништва ако није правилно контролисана. Екстремни примери загађења из рударских активности укључују пожар угља. Утицај на животну средину може трајати годинама или чак деценијама. Рударске компаније у већини земаља су у обавези да следе строге еколошке и рехабилитационе норме у циљу минимизирања утицаја на животну средину и избегавања утицаја на људско здравље. Ове норме и прописи захтевају заједничке кораке процене утицаја на животну средину, развој планова управљања заштитом животне средине, планирање затварање рудника (који мора да се уради пре почетка рударских радова), и мониторинг животне средине у току рада и након затварања.
Питања заштите животне средине могу да укључују ерозију, формирање вртача, губитак биолошке разноликости и загађење тла, подземних и површинских вода хемикалијама из рударских процеса. У неким случајевима се додатна сеча шума врши у близини рудника како би се створио простор за складиштење створених отпадака и земље. Загађење услед цурења хемикалија такође може утицати на здравље локалног становништва ако се не контролише на одговарајући начин. Екстремни примери загађења од рударских активности укључују пожаре на угљењу, који могу трајати годинама или чак деценијама, производећи огромне количине штете по животну средину.
Рударске компаније у већини земаља морају поштовати строге кодексе заштите животне средине и рехабилитације како би умањиле утицај на животну средину и избегле утицај на здравље људи. Сви ови кодекси и прописи захтевају заједничке кораке процене утицаја на животну средину, израду планова управљања животном средином, планирање затварања мина (што се мора обавити пре почетка рударских операција) и надгледање животне средине током рада и после затварања. Међутим, у неким областима, посебно у земљама у развоју, владини прописи можда нису добро примењени.

## Рударске несреће
Безбедност је дуго брига у рударском послу, посебно у копању под површином. Катастрофална мина Цоурриерес, најгора рударска несрећа у Европи, укључивала је смрт 1.099 рудара у Северној Француској, 10. марта 1906. Ова катастрофа је надмашена једино несрећом у Кини Бенкиху у Кини 26. априла 1942, у којој је погинуло 1.549 рудара. Иако је рударство данас знатно сигурније него што је било претходних деценија, рударске несреће се и даље дешавају. Подаци владе показују да 5.000 кинеских рудара умире у несрећама сваке године, док други извјештаји сугерирају да је та бројка чак 20.000. Рударске несреће се настављају широм света, укључујући несреће које су у исто време изазвале десетине смртних случајева, попут катастрофе рудника Уљановска 2007. у Русији, експлозије мина Хеилонгјианг 2009. у Кини и Сједињених Америчких Држава катастрофе горњег великог огранка 2010. године. Рударство је идентификовало од стране Националног института за заштиту на раду (НИОСХ) као приоритетни сектор индустрије у Националној агенди за истраживање рада (НОРА) ради идентификовања и пружања стратегија интервенција у вези са питањима здравља и заштите на раду. Управа за сигурност и здравље рудника (МСХА) основана је 1978. ради „спречавања смрти, болести и повреда од рударства и промовисања сигурних и здравих радних места за рударе у САД.” Од примене 1978. године, број рудара смртни број се смањио са 242 рудара 1978. на 24 рудара 2019. године.
Постоје бројне опасности на раду повезане са рударством, укључујући излагање каменитој прашини која може довести до болести попут силикозе, азбестозе и пнеумокониозе. Гасови у руднику могу довести до загушења и могу се запалити. Рударска опрема може произвести значајну буку, што доводи раднике у ризик од губитка слуха. Пећине, падови стијена и изложеност прекомерној топлоти такође су познате опасности. Тренутна препоручена граница експозиције (РЕЛ) НИОСХ-а износи 85 дБА са течајем од 3 дБА, а МСХА дозвољени лимит експозиције (ПЕЛ) је 90 дБА са 5 дБА курсом као 8-сатни временски пондерисан просек. НИОСХ је открио да 25 % радника изложених буци у Рударству, Каменолому и Вађењу нафте и гаса имају оштећење слуха. Учесталост губитка слуха повећана је за 1 % у периоду од 1991. до 2001. године код ових радника.
Студије буке проведене су у неколико рударских окружења. Дизалице (84—102 дБА), шкаре (85—99 дБА), помоћни вентилатори (84—120 дБА), машине за континуирано рударство (78—109 дБА) и кровни вијци (92—103 дБА) представљају неку од најглупљих опрема у подземним рудницима угља. Драглине уљари, оператери дозера и заваривачи који се користе зрачним лучењем била су занимања са највећом изложеношћу буци међу површинским рудницима угља. Рудници угља имали су највећу вероватноћу за повреде слуха.
Правилна вентилација, заштита слуха и опрема за прскање водом су важне сигурносне праксе у рудницима.